# Alkmaar (Suriname)
Alkmaar is een dorp, ressort en voormalige plantage aan de Commewijnerivier in het Surinaamse district Commewijne. In het Sranan wordt Alkmaar ook Goedoefrow (letterlijk: rijke vrouw) genoemd, een verbastering van de naam van een van de vroegere eigenaren van de plantage: Godefroy.

## Ressort
Alkmaar is een van de zes bestuursressorten van Commewijne.
In 2012 woonden in het gelijknamige ressort waartoe dit dorp behoort 5561 personen. De bevolking was samengesteld uit  Javanen (47%) en Hindoestanen (34%) vormen veruit de twee grootste bevolkingsgroepen, gevolgd door mensen van gemengde afkomst (9%). 
| Bevolkingsgroep  | Aantal | %       |
| ---------------- | ------ | ------- |
| Javanen          | 2.596  | 46,68%  |
| Hindoestanen     | 1.904  | 34,24%  |
| Gemengde afkomst | 509    | 9,15%   |
| Creolen          | 273    | 4,91%   |
| Marrons          | 160    | 2,88%   |
| Inheemsen        | 45     | 0,81%   |
| Overig           | 27     | 0,49%   |
| Europees/blank   | 17     | 0,31%   |
| Chinezen         | 12     | 0,22%   |
| Geen antwoord    | 9      | 0,16%   |
| Afro-Surinamers  | 7      | 0,13%   |
| Weet niet        | 2      | 0,04%   |
| Totaal           | 5.561  | 100,00% |

## Geschiedenis
De Surinaamse plantage Alkmaar, in de volksmond Goede-Vrouw, Goedoefrouw of Godefroy genoemd, ligt aan de Commewijnerivier in het district Commewijne. De plantage ligt links bij het opvaren, stroomopwaarts naast plantage Nijd en Spijt en stroomafwaarts naast Sorgvliet.

### 18e eeuw

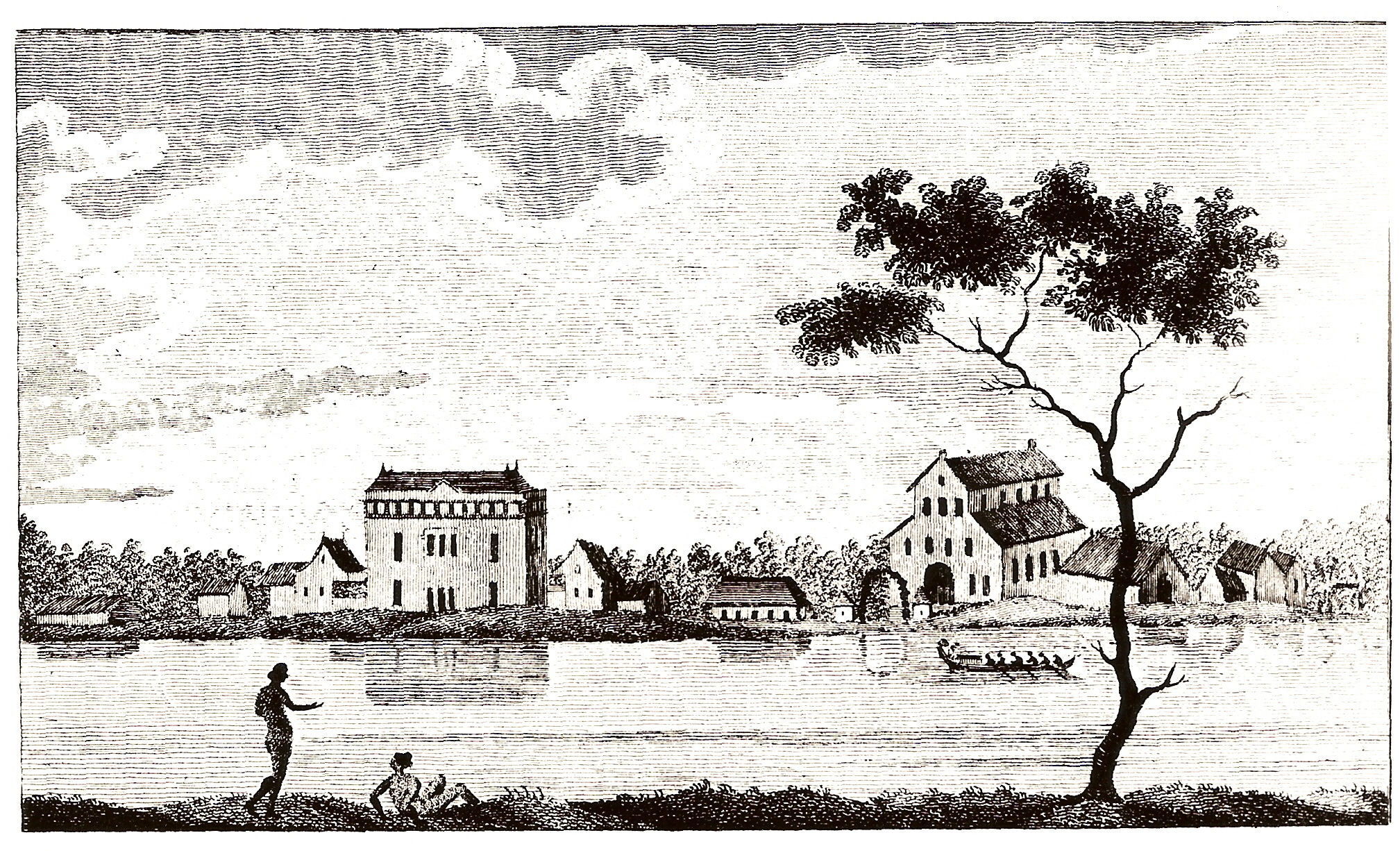
Plantage Alkmaar, 18e-eeuwse gravure

De plantage is in 1745 aangelegd door de landmeter Jacob Hengeveld (1696-1746). Hij noemde de plantage naar de stad Alkmaar waar hij in 1696 was geboren. Hengeveld overleed al snel na de aanschaf. Zijn vrouw, Catharina de Lies, hertrouwde in 1747 met Charles Godeffroy die in 1704 in Berlijn was geboren. Na het overlijden van zijn vrouw hertrouwde Godeffroy in 1758 met Elisabeth Danforth. Zijn broer Isaac legde tegelijkertijd de plantage Mariënbosch aan, aan de overkant van de rivier. Godeffroy overleed in 1773. In 1796 wordt zijn weduwe als eigenaresse vermeld. Er wordt dan koffie en cacao verbouwd. Elisabeth overleed in 1796.

### 19e eeuw
In 1811 kocht de militair en plantagehouder Willem Benjamin van Panhuys (1764-1816) Alkmaar. Hij bezat in deze omgeving al de plantage Nut en Schadelijk, die hij via zijn jong gestorven eerste vrouw had geërfd. Hij werd in 1816 gouverneur-generaal van Suriname, maar overleed nog in hetzelfde jaar. Zijn tweede echtgenote, de in Frankfurt am Main geboren Louise van Panhuys (1763-1844), was een begaafd botanisch en landschapsschilderes. Zij keerde na de dood van haar man terug naar haar ouderlijk huis in Frankfurt en liet bij haar dood circa negentig aquarellen na aan de universiteitsbibliotheek van die stad. Een groot deel daarvan is op Alkmaar ontstaan. Zij was gespecialiseerd in het nauwkeurig natekenen van planten, bloemen en vruchten, maar er zijn ook diverse Surinaamse landschappen en stadsgezichten van Paramaribo bewaard gebleven. Dankzij haar hebben we een idee hoe een Surinaamse plantage in de periode 1811-1816 eruitzag. Bij een aquarel van haar "huispersoneel" ("Haus Sclaven") heeft zij met potlood de namen geschreven; blijkbaar wilde ze die niet vergeten.

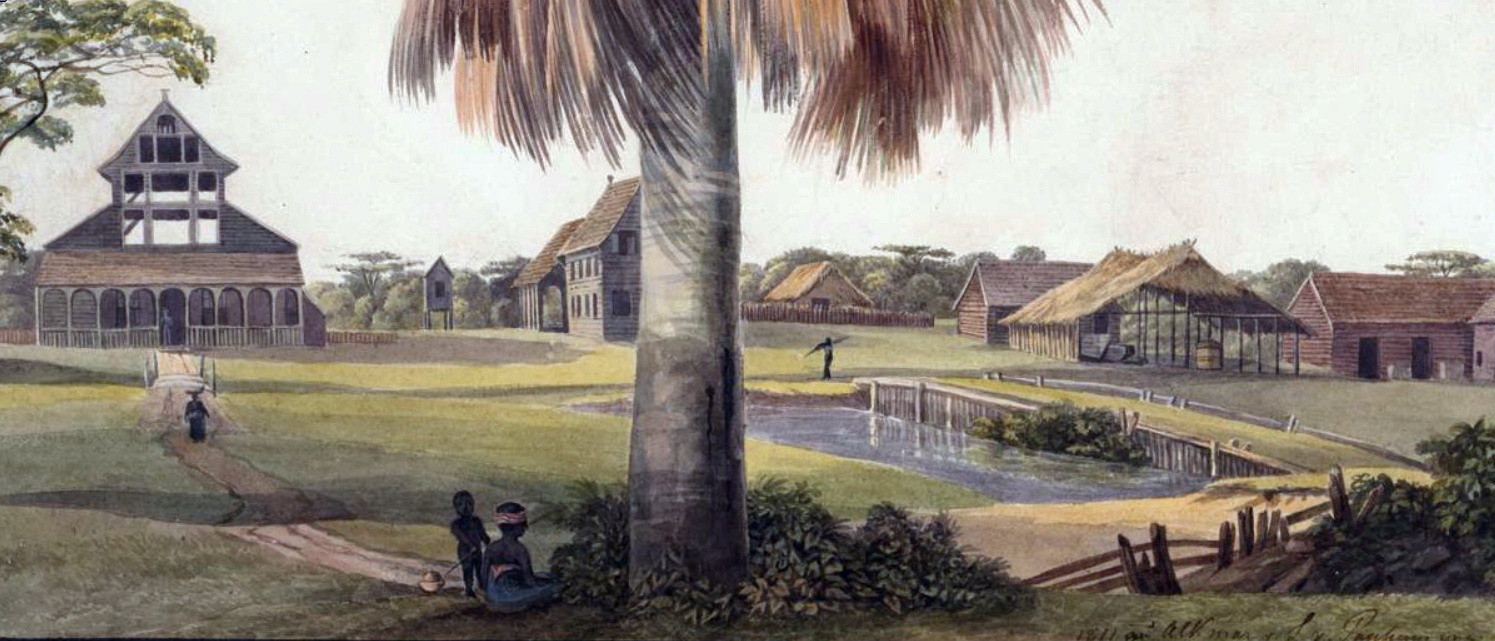
Hoofdgebouwen, 1811
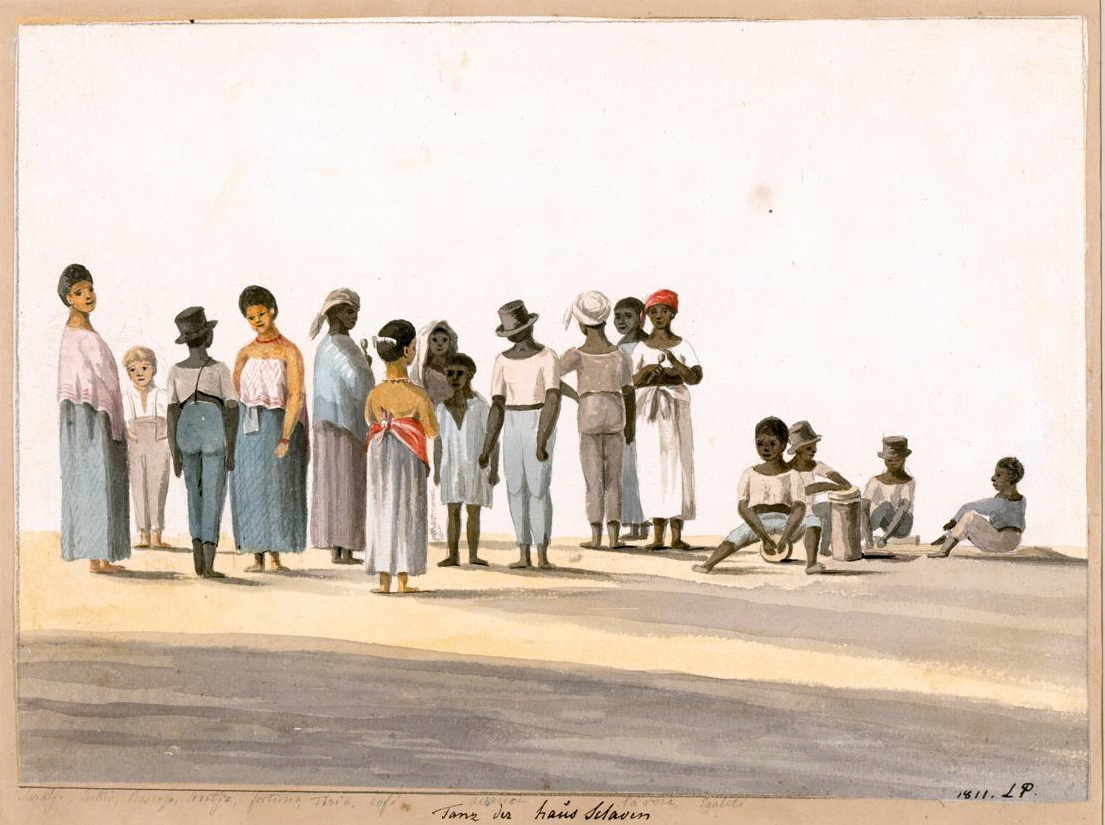
"Huispersoneel", 1811
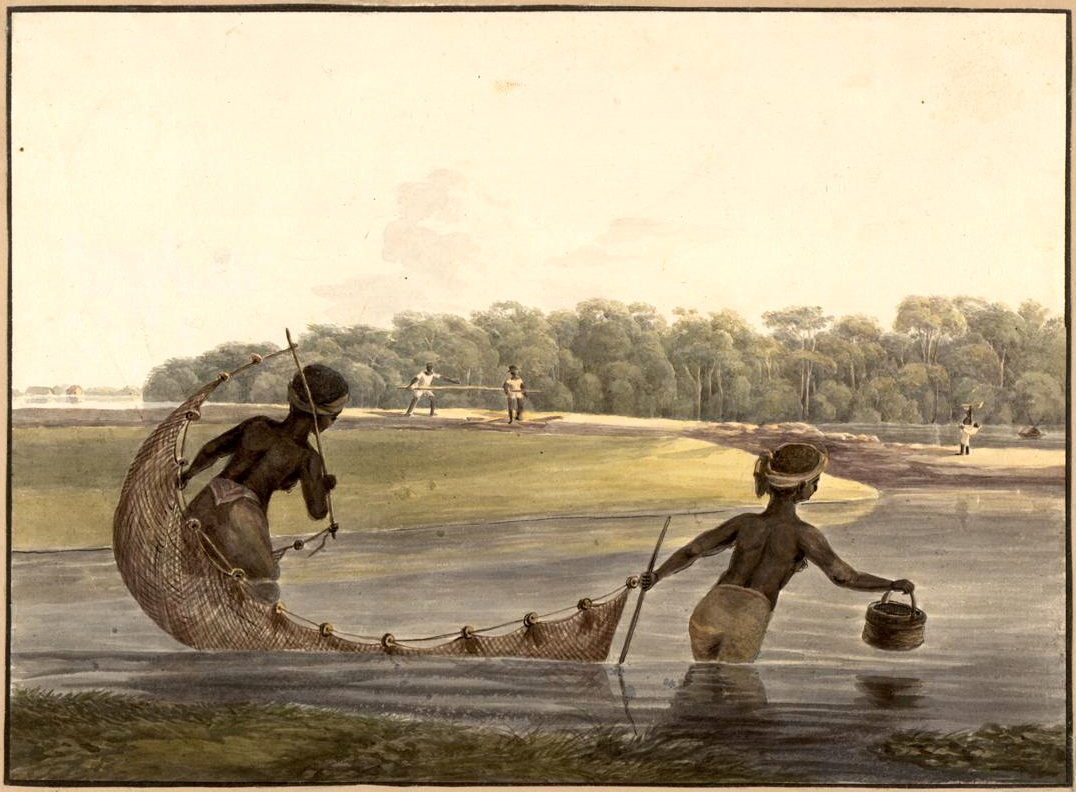
Vissen in de Commewijne, 1811-1816
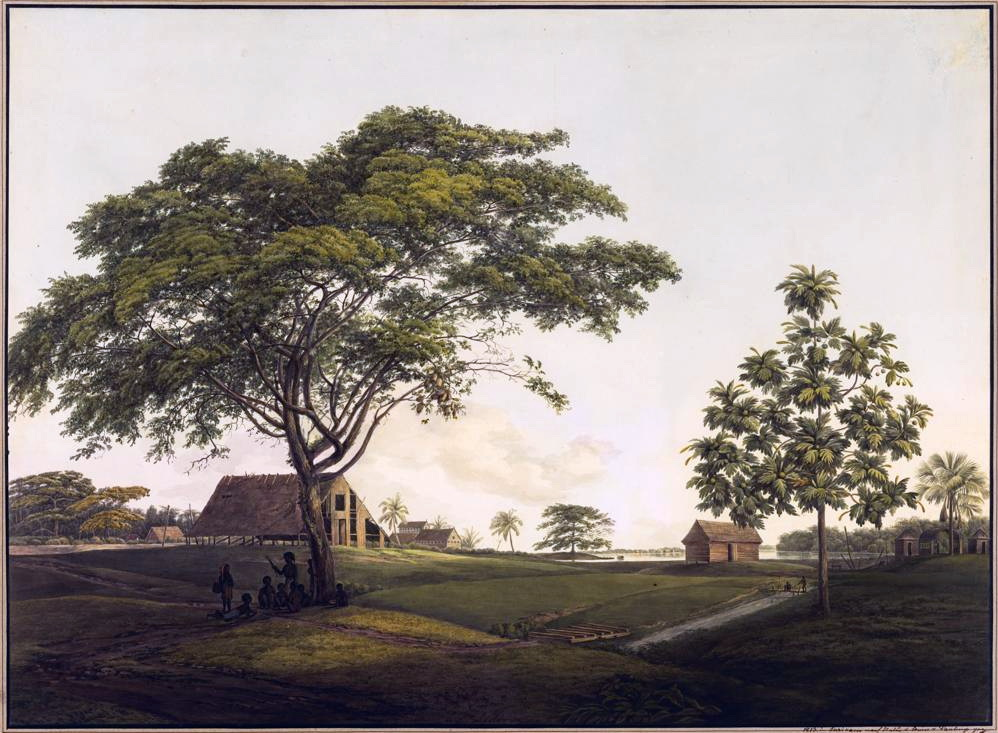
Overzicht van de plantage, 1813
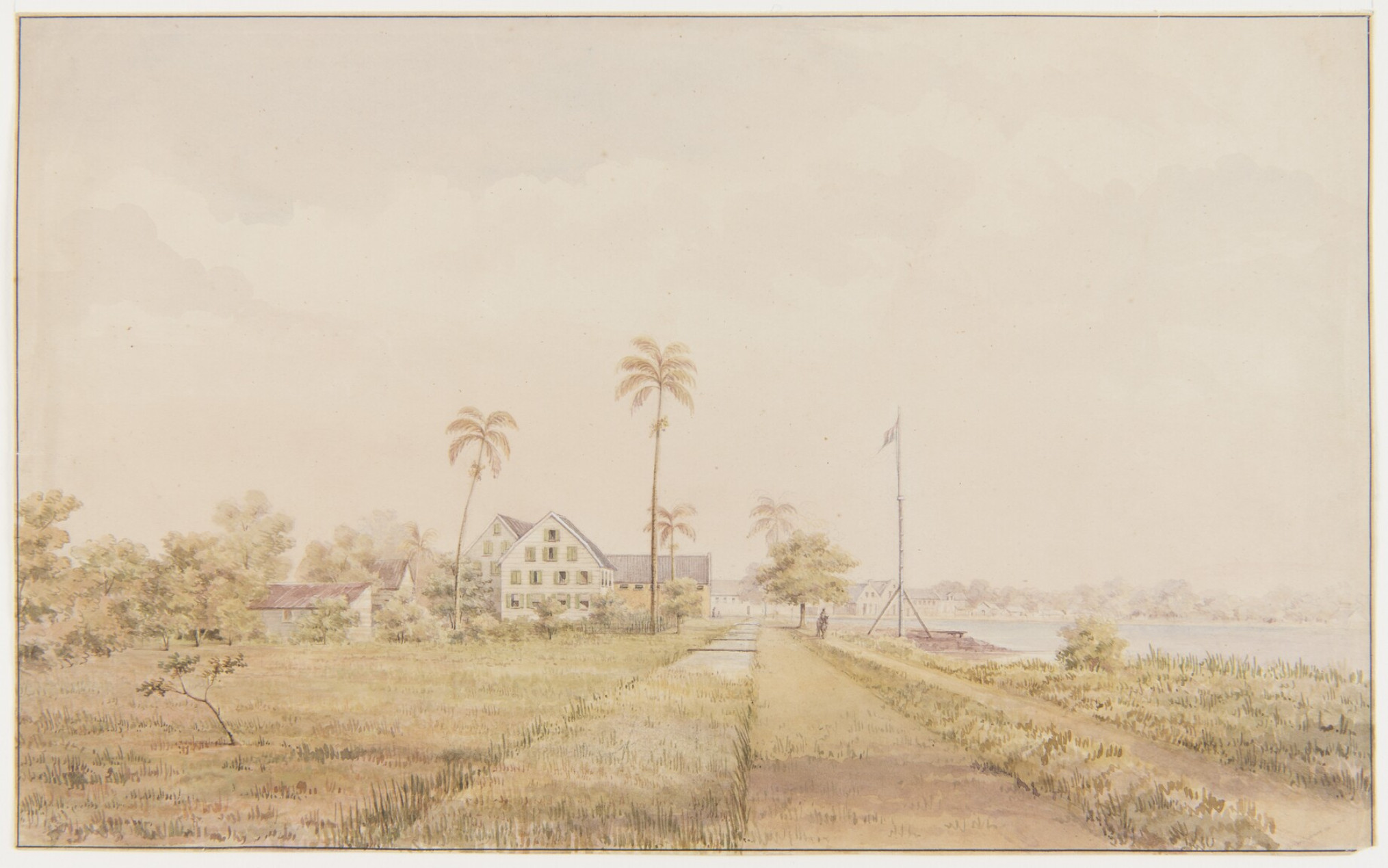
De plantages Nijd en Spijt en Alkmaar, ca. 1860
Plantage Alkmaar omstreeks 1885

De volgende eigenaren waren de heren Ferrier en Parry. Op de grote plantage van 1495 akkers werd in die tijd suikerriet verbouwd. In 1834 en 1835 werkten er 165 slaven en in 1843 zelfs 611. Van der Aa noemt het een voorname plantage en vermeldt het gebruik van een stoommachine voor de suikerbereiding. 
Bij de emancipatie in 1863 kwamen 445 slaven vrij. Alkmaar was toen in het bezit van de erven Ferrier die in Glasgow woonden en George Henry Barnet Lyon, een in Paramaribo geboren Nederlander. Laatstgenoemde was op dat moment ook eigenaar van Jagtlust, Frederiksdorp (voor de helft) en Garciaskamp. Zijn vader, Joshua Lyon, was eigenaar van Suzanna's Daal en Vriendsbeleid en Ouderzorg.
Om zo veel mogelijk de kleine landbouw te bevorderen en de Hindoestaanse immigranten, van wie de contracten waren afgelopen, voor Suriname te behouden, werden hen gronden in gebruik afgestaan. Uit die tijd stamt de vestigingsplaats Alkmaar, waar ook een school en een geneeskundige dienst gevestigd werden. In 1910 was de plantage eigendom van de overheid. Er werd toen vooral cacao verbouwd, maar ook rijst en bananen. Er werkten toen 587 arbeiders.

### 20e eeuw
In 1935 besloeg de plantage 840 hectare, waarvan 516 in productie. Er werd nu ook citrus verbouwd. De leiding was in handen van de heer Reeberg. In 1938 bestond de productie uit 17 000 kg cacao, 11 000 kg koffie, 5200 kg mais, 4000 sinaasappels, 613 000 kg ongepelde rijst (padie), 76 900 kg aardvruchten, 8000 trossen banaan en 30 800 kg pinda.

## Voorzieningen
Alkmaar heeft een regionale betekenis als bestuurspost en standplaats van een dokter. De Evangelische Broedergemeente Suriname (EBGS) heeft er een belangrijk centrum van christelijke zending onder de Hindoestanen. In Alkmaar staat een kerk uit 1923, die deels door collectes uit Nederland werd gefinancierd.

## Geboren in Alkmaar
- Frits Mitrasing (1921-1998), jurist, hoogleraar en politicus
- Sahidi Rasam (1936-2021), politicus en ambassadeur
- Dhiradj Soekhai (1987) politicus, bestuurder en ondernemer

## Trivia
- Belle van Zuylen (1740-1805) uit de familie Van Tuyll van Serooskerken was op enig moment mede-eigenaar van de buurplantages Alkmaar en Nijd en Spijt.[4]